# Soroksár-busz (Budapest)
A budapesti Soroksár-busz (menetrendi száma alapján 7630-as busz) a Millenniumtelep és a soroksári Auchan áruház között közlekedett. A járatot a Volánbusz üzemeltette a soroksári önkormányzat és az Auchan áruház megrendelésére.

## Története
1995. október 2-án indult. 2013. december 31-én megszűnt, helyette 2014. január 1-jétől a BKV üzemeltetésében elindult új 135-ös és 135A buszokkal lehet utazni.

## Útvonala
| Auchan áruház felé | Millenniumtelep felé |
| --- | --- |
| Millenniumtelep vá. – Haraszti út – Tájkép utca – Hunyadi utca – Grassalkovich út – szervizút – Templom utca – Tárcsás utca – Könyves utca – Alsóhatár út – Külső Vörösmarty utca – Tartsay utca – Köves út – Újtelep út – Külső Török Flóris utca – Szentlőrinci út – autópálya-szervizút – felüljáró – Auchan belső út – Auchan áruház vá. | Auchan áruház vá. – Auchan belső út – Szentlőrinci út – autópálya-szervizút – Tesco lehajtó – felüljáró – Tesco bekötőút – Szentlőrinci út – Köves út – kórházi szervizút – Köves út – Újtelep út – Külső Török Flóris utca – Tartsay utca – Külső Vörösmarty utca – Vörösmarty utca – Előd utca – Vágóhíd utca – Alsóhatár út – Könyves utca – Tárcsás utca – Tisza utca – Rézöntő utca – Templom utca – szervizút – Grassalkovich út – Hunyadi utca – Tájkép utca – Haraszti út – Millenniumtelep vá. |

## Megállóhelyei
| 0  | Millenniumtelep végállomás        | 32 | |
| 1  | Orbánhegyi dűlő                   | 31 | 655                                                                                                   |
| 3  | Szent István utca                 | 29 | |
| 5  | Grassalkovich utca                | 27 | 66, 66E 626, 627, 628, 629, 630, 631, 632, 635, 636                                                   |
| 7  | Gyáli patak                       | 26 | |
| 8  | Hősök tere                        | 24 | Soroksári rév 66, 66E, 166 626, 627, 628, 629, 630, 631, 632, 635, 636, 654, 655, 660, 661 1080, 1110 |
| 9  | Erzsébet utca                     | 23 | 166                                                                                                   |
| 10 | Tárcsás utca                      | 22 | 66, 166                                                                                               |
| ∫  | Templom utca 6.                   | 21 | 66, 66E, 166                                                                                          |
| 11 | Csillag utca                      | 20 | |
| 12 | Gombosszeg köz                    | 18 | |
| 13 | Alsóhatár út                      | 17 | |
| ∫  | Vágóhíd utca 108.                 | 16 | 36 |
| 15 | Vörösmarty utca (↓) Előd utca (↑) | 15 | 36 |
| ∫  | Külső Vörösmarty utca             | 14 | 36 52                                                                                                 |
| 16 | Tarcsay utca                      | 13 | 36 |
| ∫  | Szentlőrinci úti lakótelep        | 11 | 35, 123, 123A                                                                                         |
| 17 | Külső Török Flóris utca           | 10 | 36 |
| ∫  | Dinnyehegyi út                    | 9  | 35, 123, 123A                                                                                         |
| ∫  | Mesgye utca                       | 8  | 35, 36, 123, 123A                                                                                     |
| 19 | Budapest, Jahn Ferenc Kórház      | 7  | 35, 36, 123, 123A                                                                                     |
| 20 | Mesgye utca                       | ∫  | 35, 36, 123, 123A                                                                                     |
| ∫  | Írisz utca                        | 5  | 36 |
| 21 | Dinnyehegyi út                    | ∫  | 35, 123, 123A                                                                                         |
| 22 | Külső Török Flóris utca           | ∫  | 35, 123, 123A                                                                                         |
| 29 | Auchan áruház végállomás          | 0  | 123                                                                                                   |